# Senhoriagem
Senhoriagem pode ser definido como o lucro do governo derivado da emissão de moeda ou também a diferença entre o valor do dinheiro e o custo para produzir e distribuí-lo.
Uma definição alternativa de senhoriagem é também a receita do governo pela emissão de moeda cujo monopólio é do governo. Senhoriagem não é o mesmo que o imposto inflacionário, pois este último se refere aos ganhos do governo com a aceleração de preços. 

O imposto inflacionário é a corrosão do poder de compra do dinheiro em circulação. Uma metodologia de mensuração possível seria calcular o quanto a base monetária perdeu valor por causa da inflação.
A senhoriagem pode ser uma fonte de receita conveniente para um governo. O governo, ao prover para si um poder de compra às custas do poder do público (os cidadãos), está indiretamente criando um imposto inflacionário.

## Exemplos
Em um exemplo de troca de ouro por um papel (como um certificado de ouro) o portador do ouro faz a troca inicial, e, depois de determinado período de tempo, pode utilizar o papel obtido na troca inicial para recuperar a mesma quantidade de ouro inicial.
Em outro cenário, ao invés de emitir certificados de ouro, um governo converte o ouro em sua custódia em uma moeda que não tem seu valor lastreado nas reservas do metal ao emitir notas desta moeda. Uma pessoa troca uma quantidade de ouro pela moeda, mantém esta quantia da moeda por um determinado período de tempo, e depois troca novamente por ouro. Se o valor da moeda no período de tempo flutuar, a quantidade de ouro a ser adquirida na troca será diferente (menor ou maior, a depender da depreciação ou apreciação da moeda), ou seja: o poder de compra será diferente do inicial.

## História
Historicamente a senhoriagem era o lucro resultante da produção de moedas que tinham valor intrínseco, como as moedas de prata e ouro. Uma moeda da libra esterlina era constituída por 92.5% de prata; o metal de base adicionado (e a parte pura mantida pelo casa da moeda do governo) era, ao subtrair os custos, o lucro - a senhoriagem. Em outro exemplo, antes de 1933, uma moeda de ouro nos Estados Unidos da América era constituída por 90% de ouro e 10% de cobre. Para compensar a falta de ouro, elas eram sobrepesadas. Uma moeda eagle, na época valendo 10 dólares, teria então 10% de outros metais em sua composição para compensar (em peso) a ausência dos 10% de ouro. A senhoriagem é obtida ao vender a moeda pelo valor total, como se fosse feita puramente de ouro, e o lucro são 10% de ouro que não foram usados na produção da moeda, menos os custos de produção e os custos do metal.